# Winning His Stripes
Winning His Stripes è un cortometraggio muto del 1913 diretto da Frank Wilson.

## Trama
Un poliziotto aiuta un detenuto evaso che lo aiuta a catturare dei rapinatori di banca.

## Produzione
Il film fu prodotto dalla Hepworth.

## Distribuzione
Distribuito dalla Hepworth, il film - un cortometraggio in una bobina - uscì nelle sale cinematografiche britanniche nel gennaio 1913.
Si conoscono pochi dati del film che, prodotto dalla Hepworth, fu distrutto nel 1924 dallo stesso produttore, Cecil M. Hepworth. Fallito, in gravissime difficoltà finanziarie, il produttore pensò in questo modo di poter almeno recuperare il nitrato d'argento della pellicola.